# Daisuke Tonoike
Daisuke Tonoike (Kanagawa, 29 januari 1975) is een voormalig Japans voetballer.

## Carrière
Daisuke Tonoike speelde tussen 1997 en 2007 voor Shonan Bellmare, Yokohama F. Marinos, Omiya Ardija, Ventforet Kofu, Sanfrecce Hiroshima en Montedio Yamagata.